# Курагино (посёлок городского типа)
Кура́гино — посёлок городского типа в Красноярском крае России, административный центр Курагинского района.

## История
Село Курагино возникло в 1626 году на реке Тубе.
Название село получило от князя Тубинского улуса, располагавшегося на берегах Тубы — Кураги (хак. Хураға), который в 1709 году подписал акт присоединения Тубинского княжества к России и принял православие.
Решением Красноярского крайисполкома № 389 от 14 июня 1961 года село Курагино было отнесено к категории рабочих посёлков.

## Население
| 1939    | 1959    | 1970    | 1979    | 1989    | 2002    | 2009    |
| ------- | ------- | ------- | ------- | ------- | ------- | ------- |
| 9063    | ↗9169   | ↗12 282 | ↗12 283 | ↗14 351 | ↘14 298 | ↗14 889 |
| 2010    | 2012    | 2013    | 2014    | 2015    | 2016    | 2017    |
| ↘13 743 | ↘13 554 | ↘13 513 | ↘13 389 | ↘13 291 | ↘13 200 | ↗13 244 |
| 2020    | 2021    |         |         |         |         |         |
| ↘13 095 | ↘13 027 |         |         |         |         |         |

## Люди
Чуриков, Владимир Викторович (1957) — российский государственный деятель, юрист. Родился в Курагино

## Местное самоуправление
Курагинский поселковый Совет депутатов:
- Дата избрания: 13 сентября 2015 года. Срок полномочий — 5 лет. Количество депутатов — 15.

Глава муниципального образования:
- Кнауб Сергей Александрович. Дата избрания: 19 октября 2020 года. Срок полномочий 5 лет.

## Транспорт
В посёлке действуют внутрипоселковые маршруты:
- 1. 3. п. Тоннельщиков — п. Ойха,
  2. 4. п. Тоннельщиков — Паром.

Стоимость проезда 39 руб. ПАЗ-3205.

### Железнодорожный
Железнодорожная станция Красноярской железной дороги на Южно-Сибирской магистрали.

## Средства массовой информации
В Курагинском районе с 1933 года еженедельно издается общественно-политическая газета «Тубинские вести».